# 米申希爾斯 (堪薩斯州)
米申希爾斯（英語：Mission Hills）是一個位於美國堪薩斯州約翰遜縣的城市。

## 地方資料
根據2020年美國人口普查的數據，米申希爾斯的面積為5.28平方千米，當中陸地面積為5.28平方千米，而水域面積為0.00平方千米。當地共有人口3594人，而人口密度為每平方千米680.68人。